# Cruzeiro do Sul (Rio Grande do Sul)
Cruzeiro do Sul is een gemeente in de Braziliaanse deelstaat Rio Grande do Sul. De gemeente telt 12.752 inwoners (schatting 2009).